# Taft (Florida)
Taft ist ein census-designated place (CDP) im Orange County im US-Bundesstaat Florida. Das U.S. Census Bureau hat bei der Volkszählung 2020 eine Einwohnerzahl von 2.221 ermittelt.

## Geographie
Taft grenzt im Osten direkt an Orlando.

## Geschichte
Taft erhielt durch die South Florida Railroad im Jahr 1881 erstmals Anschluss an das Eisenbahnnetz.

## Demographische Daten
Laut der Volkszählung 2010 verteilten sich die damaligen 2205 Einwohner auf 884 Haushalte. Die Bevölkerungsdichte lag bei 848,1 Einw./km². 77,1 % der Bevölkerung bezeichneten sich als Weiße, 8,9 % als Afroamerikaner, 0,5 % als Indianer und 2,4 % als Asian Americans. 7,6 % gaben die Angehörigkeit zu einer anderen Ethnie und 3,5 % zu mehreren Ethnien an. 32,2 % der Bevölkerung bestand aus Hispanics oder Latinos.
Im Jahr 2010 lebten in 38,9 % aller Haushalte Kinder unter 18 Jahren sowie 22,5 % aller Haushalte Personen mit mindestens 65 Jahren. 70,0 % der Haushalte waren Familienhaushalte (bestehend aus verheirateten Paaren mit oder ohne Nachkommen bzw. einem Elternteil mit Nachkomme). Die durchschnittliche Größe eines Haushalts lag bei 2,88 Personen und die durchschnittliche Familiengröße bei 3,32 Personen.
28,4 % der Bevölkerung waren jünger als 20 Jahre, 27,3 % waren 20 bis 39 Jahre alt, 29,7 % waren 40 bis 59 Jahre alt und 14,7 % waren mindestens 60 Jahre alt. Das mittlere Alter betrug 37 Jahre. 51,6 % der Bevölkerung waren männlich und 48,4 % weiblich.
Das durchschnittliche Jahreseinkommen lag bei 41.328 $, dabei lebten 21,6 % der Bevölkerung unter der Armutsgrenze.
Im Jahr 2000 war Englisch die Muttersprache von 86,59 % der Bevölkerung und Spanisch sprachen 13,41 %.